# Quake III: Revolution
Quake III: Revolution is een videospel voor het platform Sony PlayStation 2. Het spel werd uitgebracht in 2001. Het doel van het spel is om in verschillende arena's vijanden te doden. Het spel heeft een campaign en arena modus.

## Ontvangst
| Beoordeeld door      | Datum         | Score |
| -------------------- | ------------- | ----- |
| GamePro (USA)        | 16 april 2001 | 90%   |
| IGN                  | 27 maart 2001 | 88%   |
| PSX Extreme          | 3 april 2001  | 87%   |
| Power Unlimited      | mei 2001      | 82%   |
| PSM                  | juni 2001     | 80%   |
| Gameplanet           | 2 april 2001  | 80%   |
| GameSpot             | 27 maart 2001 | 77%   |
| PlayFrance           | 11 april 2003 | 75%   |
| All Game Guide       | 2001          | 70%   |
| Gamereactor (Sweden) | 9 mei 2003    | 70%   |